# Екорегіони Анголи
Екорегіони Анголи — список екорегіонів Анголи, за даними Всесвітнього фонду природи (WWF) .

## Наземні екорегіони

### Тропічні і субтропічні вологі широколистяні ліси
- Атлантичні екваторіальні прибережні ліси

### Тропічні і субтропічні сухі широколистяні ліси
- Замбезійські сухі ліси з ''Cryptosepalum''

### Тропічні і субтропічні злаковники, савани і чагарники
- Ангольські ліси М'ьомбо
- Ангольські ліси Мопане
- Центрально-замбезійські ліси М'ьомбо
- Південно-конголезька мозаїка ліс-савана
- Західно-конголезька мозаїка ліс-савана
- Західно-замбезійські злаковники

### Затоплювані злаковники і савани
- Замбезійські затоплювані злаковники

### Гірські злаковники і чагарники
- Ангольська гірська мозаїка ліс-злаковники
- Ангольські крутосхильні савани і ліси

### Пустелі і ксеричні чагарники
- Пустеля Каоколенд
- Намібійські саванні ліси

### Мангри
- Центрально-африканські мангри

## Прісноводні екорегіони

### Західне екваторіальне узбережжя
- Південно-західне екваторіальне узбережжя

### Конго
- Касаї
- Пониззя Конго

### Кванза
- Річка Кванза

### Замбезі
- Етоша (солончак)
- Узбережжя Намібії
- Замбезі
  - Заплави верхів'я Замбезі
  - Замбезійські головні водозбори
- Окаванго (дельта)

## Морські екорегіони
- Ангольський
- Намібський